# Numia albisecta
Numia albisecta är en fjärilsart som beskrevs av W. Warren 1906. Numia albisecta ingår i släktet Numia och familjen mätare. Inga underarter finns listade i Catalogue of Life.